# Minoru Terada

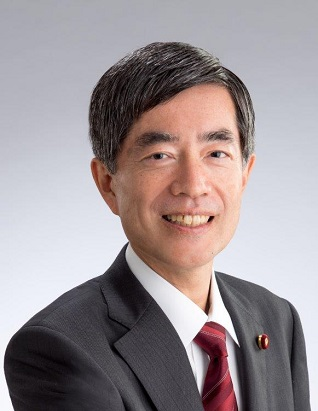
Minoru Terada, 2019

Minoru Terada (jap. 寺田 稔 Terada Minoru; * 24. Januar 1958 in der Präfektur Hiroshima) ist ein japanischer Politiker (Liberaldemokratische Partei, zuletzt Kishida-Faktion). Mit Unterbrechung ist er seit 2004 Mitglied des nationalen Abgeordnetenhauses, derzeit für den Verhältniswahlblock Chūgoku. Von August bis November 2022 war er Minister für Allgemeine Angelegenheiten, im englischsprachigen Ausland Minister für Innere Angelegenheiten und Kommunikation.
Terada studierte an der rechtswissenschaftlichen Fakultät der Universität Tokio und wurde nach seinem Abschluss 1980 Beamter im Finanzministerium. Von 1982 bis 1984 hielt er sich in den USA auf und erwarb einen Master of Public Policy an der Harvard University. Als 2004 der Onkel seiner Frau, Yukihiko Ikeda (ebenfalls Jura-Fakultät Uni Tokio → Finanzministerium, LDP Hiroshima, Koga- = spätere Kishida-Faktion) starb, verließ Terada das Finanzministerium für den Wechsel in die Politik. Er kandidierte als LDP-Kandidat bei der Nachwahl für Ikedas Sitz im April 2004 und setzte sich mit 50,5 % der Stimmen gegen den Demokraten Mitsuo Mitani (45,7 %; ex-Sekretär von Kiichi Miyazawa) durch. Den Sitz konnte er mit Ausnahme der LDP-Erdrutschniederlage 2009, als er Mitani unterlag und bis 2012 aus dem Parlament ausschied, bis einschließlich 2021 verteidigen.
2019 wurde Terada für das umgebildete vierte Kabinett Abe Staatssekretär (fuku-daijin) im Ministerium für Allgemeine Angelegenheiten und gleichzeitig im Kabinettsamt. Nach der Wahl seines Faktionschefs Fumio Kishida zum LDP-Vorsitzenden und Premierminister übernahm Terada 2021 von Kishida die Führung des LDP-Präfekturverbands Hiroshima. Im zweiten Kabinett Kishida wurde er außerdem Berater des Premierministers für nationale Sicherheit und nukleare Abrüstung. Bei einer Kabinettsumbildung im August 2022 berief ihn Kishida zum Minister für Allgemeine Angelegenheiten.
Im Oktober 2022 berichtete die Zeitschrift Shūkan Bunshun über Unregelmäßigkeiten in den Finanzberichten von Teradas Wahlkreisbüro und seiner Unterstützerorganisation. Sein Ministerium ist auch für die Organisation von Wahlen, Parteienfinanzierung und politische Gelder zuständig. Die Opposition reagierte mit Rücktrittsforderungen, denen Terada schließlich am 20. November 2022 auf Drängen Kishidas nachgab. Auch vom Vorsitz der LDP Hiroshima trat er kurz darauf zurück.
Bei der Abgeordnetenhauswahl 2024 verlor Hiroshima einen Wahlkreis und Terada kandidierte im neuen Wahlkreis 4, der den westlichen Hauptteil des alten Hiroshima 5 umfasst, dazu im Norden die gesamte Stadt Ost-Hiroshima enthält. Er unterlag dort knapp Seiki Soramoto (Ishin). Auf der LDP-Liste in Chūgoku waren 2024 vier Sitze vor den Doppelkandidaten gesetzt, die LDP gewann fünf Sitze, mit seiner sehr knappen Mehrheitswahlniederlage (Sekihairitsu 97,8 %) gewann Terada den fünften und letzten Sitz.